# Maximum segment size
MSS (англ. Maximum segment size) является параметром протокола TCP и определяет максимальный размер полезного блока данных в байтах для TCP-пакета (сегмента). Таким образом этот параметр не учитывает длину заголовков TCP и IP.
Для установления корректной TCP-сессии с удалённым хостом должно соблюдаться следующее условие:
- MSS + заголовок TCP + заголовок IP ≤ MTU

Таким образом, максимальный размер MSS = MTU − размер заголовка IP − размер заголовка TCP.
Так каждый хост требует доступности для MSS:
- IPv4 — последних 536 октетов (= 576 − 20 − 20)
- IPv6 — последних 1220 октетов (= 1280 − 40 − 20).

Обычно конкретное значение MSS определяется операционной системой во время «TCP-рукопожатия» с целевым хостом исходя из значений MTU или PMTUD (англ. Path MTU Discovery).
Однако промежуточный маршрутизатор (например, имея линк с малым MTU) может подслушивать TCP SYN пакеты и подменять значения MSS, анонсируемые конечными устройствами. В результате конечные узлы "договорятся" о меньших MSS и пакеты не придётся фрагментировать.